# Торре-де-Коэльейруш
Торре-де-Коэльейруш (порт.  Torre de Coelheiros) - фрегезия (район) в муниципалитете Эвора  округа Эвора в Португалии. Территория – 226,23 км². Население – 817 жителей. Плотность населения – 3,6 чел/км².